# Gérard Biguet
Gérard Biguet (Jarny, 16 giugno 1946) è un ex arbitro di calcio francese, responsabile delle nomine degli arbitri nello Championnat National under-18 e nella Coppa Gambardella.
Arbitro FIFA dal 1982 al 1992, oggi occupa diversi ruoli all'interno della FFF, la federazione calcistica della Francia, e della DNA.

## Biografia
Prima di intraprendere la carriera arbitrale, Biguet lavorava come dirigente bancario nella sua città natale, Jarny, nel dipartimento di Meurthe e Mosella nella regione del Grande Est.

## Carriera
Inizia la sua carriera come arbitro distrettuale nel 1967, per poi passare alla Ligue de Lorraine nel 1970. Nel 1974 diventa arbitro interregionale e nella seconda metà della stagione 1978-1979 viene chiamato in Division 1, l'attuale Ligue 1 francese.
Il 7 giugno del 1981 guida la sua prima partita internazionale, un'amichevole tra Italia under-21 e URSS della stessa categoria. Nel 1982 diventa arbitro FIFA e il 10 novembre arbitra il match tra Lussemburgo e Danimarca, terminato 1-2, valido per la qualificazione all'Europeo del 1984. Nel 1983 dirige la finale del mondiale under-20 in Messico tra Argentina e Brasile, quest'ultimo vincitore del titolo grazie al goal di un giovane Geovani.
Continua nel frattempo a lavorare in diverse partite delle nazionali giovanili e di Coupe de France, arbitrandone due finali nel 1985 e nel 1990.
Raggiunge il culmine della sua carriera guidando la finale calcistica delle Olimpiadi del 1988 il 1º ottobre a Seul tra Unione Sovietica e Brasile, terminata 2-1 in favore dell'Armata Rossa. Il 12 giugno del 1992 arbitra inoltre la partita della fase a gironi degli Europei in Svezia tra CSI e Germania terminata 1-1.